# Виттислинген
Виттислинген (нем. Wittislingen) — община в Германии, в земле Бавария.
Подчиняется административному округу Швабия. Входит в состав района Диллинген-ан-дер-Донау. Население составляет 2259 человек (на 31 декабря 2010 года). Занимает площадь 17,41 км².
Коммуна подразделяется на 3 сельских округа.